# دینونیل نفتیل‌سولفونیک اسید
دینونیل نفتیل‌سولفونیک اسید (به انگلیسی: Dinonylnaphthylsulfonic acid) یک ترکیب شیمیایی با شناسه پاب‌کم ۹۳۸۲۹ است. 